# Berești-Tazlău
Berești-Tazlău település és községközpont Romániában, Moldvában, Bákó megyében.

## Fekvése
Máriafalvától nyugatra, Árgyeványtól délkeletre fekvő település.

## Története
Községközpont, 7 falu: Berești-Tazlău, Boșoteni, Enăchești, Prisaca, Românești, Tescani, Turul (Turluianu) tartozik hozzá.
A 2002-es népszámláláskor 5708 lakosának 96,49%-a román volt. Ebből 90,26% görögkeleti ortodox, 4,77%-a római katolikus, 1,47%-a adventista, a többi egyéb volt.
A 2011-es népszámláláskor 5342 lakosa volt.